# Bromus modestus
Bromus modestus är en gräsart som beskrevs av Stephen Andrew Renvoize. Bromus modestus ingår i släktet lostor, och familjen gräs. Inga underarter finns listade i Catalogue of Life.